# Górzno
Górzno (germană Gorzno; (Görzberg 1942-45)) este un oraș în Polonia.